# Saintes
Saintes (antigament escrit Xaintes i Xainctes) o Santes és un municipi francès, situat al departament del Charente Marítim i a la regió de la Nova Aquitània. L'any 1999 tenia 25.595 habitants. És la capital de la Santonja.
Correspon a l'antiga ciutat de Mediolanum Santonum, capital de la tribu dels sàntons.